# 피사취부도
피사취부도(被詐取不渡)는 대한민국 민법상의 개념으로서 지급능력이 없어서가 아니라 원인관계의 불충족이나 사기를 당했기 때문에 지급을 못하겠다고 하여 내는 부도를 말한다.